# Taste (gruppo musicale)
Taste è stato un trio formato da Rory Gallagher, Richard Mc Craken (basso) e John Wilson (batteria).

## Storia
I Taste (originariamente The Taste) si formarono a Cork, in Irlanda, nel 1966: il gruppo era inizialmente composto da Rory Gallagher, vocalist e chitarrista, Eric Kitteringham al basso e Norman Damery alla batteria. Due anni dopo, Gallagher si spostò a Londra e rimaneggiò la formazione sostituendone la sezione ritmica, e nello stesso anno i Taste suonarono come gruppo di spalla dividendo con i Cream il palco del Royal Albert Hall in occasione del concerto d’addio del gruppo di Eric Clapton.
Con questa lineup il gruppo incise due album in studio, Taste (1969) e On the Boards (1970), e due dal vivo, tra cui Live at Isle of Wight, che registra la loro esibizione al Festival dell'Isola di Wight nel 1970. I Taste si sciolsero in quell'anno, dopo che Gallagher scoprì di essere stato truffato economicamente dagli altri due membri del gruppo in combutta con il manager del trio, e il chitarrista irlandese continuò una fortunata carriera da solista con altri musicisti.

## Stile musicale
I Taste ruotavano attorno al virtuosismo di Rory Gallagher e si rifacevano ai Cream sia nella formazione tipica del trio rock – chitarra, basso e batteria – che nell’impianto sonoro che era di matrice blues rock. A questo, i Taste seppero aggiungere ingredienti pop, folk e jazz, introducendo così nelle loro sonorità una nota di leggerezza che li differenziava da molti gruppi a loro affini nel panorama del British blues.

## Discografia

### Album in studio
- Taste - Polydor, 1969
- On the Boards - Polydor, 1970
- Live Taste - Polydor, 1971
- Live at the Isle of Wight - Polydor, 1971
- Taste First - BASF, 1972 (registrato nel 1967 - pubblicato anche il titolo In the Beginning (1974) e Take It Easy Baby (1976))
- In Concert - Ariola, 1976 (pubblicato a nome Taste featuring Rory Gallagher) (registrato al Marquee con la formazione classica nel 1968)
- Wall to Wall - Bad Reputation, 2009[3]
- Live in San Francisco - M Bop / Disonic 2010
- John Wilson's Taste of Rory - M Bop / Disonic 2010

### Raccolte
- The Best of Taste - Polydor, 1994[3]

### Singoli
- Blister on the Moon/Born on the Wrong Side of Time - Major Minor, 1968 (Polydor Records 1969)
- Born on the Wrong Side of Time/Same Old Story - Polydor, 1969
- What's Going On/Born on the Wrong Side of Time + Blister on the Moon - Polydor, 1969
- Wee Wee Baby/You've Got to Play - BASF, 1972 (solo in Germania)
- What's Going On/Railway and Gun - Polydor
- Blister on the Moon" + "Sugar Mama/Catfish + On the Boards - Polydor, 1982
- If I Don't Sing I'll Cry I'll Remember - Polydor (solo in Spagna)